# Station Kediri
Kediri is een spoorwegstation in de Indonesische provincie Oost-Java.

## Bestemmingen
- Gajayana: naar Station Jakarta Kota
- Senja Kediri: naar Station Pasar Senen
- Malabar: naar Station Bandung en Station Malang
- Matarmaja: naar Station Pasar Senen
- Brantas: naar Station Tanahabang
- Kahuripan: naar Station Padalarang
- Rapih Dhoho: naar Station Surabaya en Station Blitar